# Crna Dolina
Crna Dolina (szerbül: Црна Долина), falu Bosznia-Hercegovinában, Bosanska krajina területén, Prijedor községben, a Szerb Köztársaságban. 

## Fekvése
Bosznia-Hercegovina északnyugati részén, Banja Lukától légvonalban 46, közúton 58 km-re északnyugatra, községközpontjától légvonalban 5, közúton 6 km-re északra, a Szana jobb partjától északra fekvő Potkozarje dombvidékén, 230 – 300 méteres tengerszint feletti magasságban fekszik. Keleten Veliko Palančište községgel határos, a határt a Prijedor-Kozarska Dubica út képviseli. Északon Gornji Jelovaccal és részben Jutrogoštával, míg nyugaton Brezičani faluval határos. Délen Čejreci és Gornja Puharska falvak találhatók. Több, szétszórt, kis településből áll. Falvai közül a legnagyobbak Kolari, Romići, Bukale, Mrđe, Radišići, Munjize, Srdići, míg Bukova kosa Jelovac és Palančište határán található. A falu földrajzi központjának az a hely nevezhető, ahol az egykori iskolaépület található, amelyet ma magánházzá alakítottak át. Ez egyébként a falu legalsó része is, ahol több észak-déli irányban húzódó kis völgy találkozik, és egy kicsit nyugat felé halad. Egyesek szerint ez az a hely, ahol Crna Dolina falu született, később pedig a környező dombok felé terjeszkedett.

## Népessége
| Nemzetiségi csoport | Népesség 1991 | Népesség 2013 |
| ------------------- | ------------- | ------------- |
| Szerb               | 249           | 201           |
| Bosnyák             | 0             | 0             |
| Horvát              | 3             | 0             |
| Jugoszláv           | 1             | 0             |
| Egyéb               | 1             | 3             |
| Összesen            | 254           | 204           |

## Története
Az 1604-es török összeírás szerint az akkori Szana és Novi náhijék területén, Dragotinja, Jutrogošta, Orlovac, Žilavica (ma Brezičan része) és Poorine (ma Palančište része) falvak mellett Suvodolac falu is szerepelt. A fent felsorolt, ma is létező falvak közelsége és már a „Suvodolac” név is arra enged következtetni, hogy ez volt Crna Dolina eredeti neve. Felsorolták a falu akkori lakosait is melyből megállapítható, hogy mindegyiknek keresztény neve van. A falu nevének magyarázatára több változat is létezik a nép körében. Egyesek szerint valami ismeretlen, ősi királynő csatát vesztett a mai Crna Dolinában, ezért veresége és serege elvesztése miatt ezen a néven (Crna Dolina – fekete völgy) nevezte a falut. Ezt a tézist megerősíti az is, hogy a faluban egy nagy telek ma is a „Krvava luka” nevet viseli. Mások azt állítják, hogy több éven át nagy aszály volt, és semmi sem nőtt ezen a földön, amely csupa kopár és fekete volt, és innen ered a név. Ismét mások szerint abban az időben, amikor ezeken a részeken tombolt a pestis, a lakosság nagy része meghalt, így a falu szinte kihalt volt, a megmaradt lakosok pedig fekete ruhában gyászolták szeretteiket. A településnek ezen a néven történő első említése hivatalos okiratban egyébként az 1879. május 16-án végzett népszámlálásból származik.
A település 1878-ig tartozott az Oszmán Birodalomhoz, ekkor a berlini kongresszus határozata alapján az Osztrák-Magyar Monarchia része lett. 1879-ben az első osztrák-magyar népszámlálás során a Prijedori járáshoz, és Prijedor községhez tartozó településnek 19 háztartása és 118 ortodox szerb lakosa volt. 1910-ben a községben 37 háztartást 221 ortodox szerb, 2 muszlim és 14 katolikus lakost találtak. A monarchia szétesésével 1918-ban előbb a Szerb-Horvát-Szlovén Királyság, majd 1929-től a Jugoszláv Királyság része. 1921-ben a községnek 39 háztartása és 263 lakosa volt. Jugoszlávia megszállása után a falu a Független Horvát Állam (NDH) része lett. Lakói nagy számban csatlakoztak a szerb felkelőkhöz.
1945-től a település a szocialista Jugoszlávia része volt. A boszniai háború idején a település a Boszniai Szerb Köztársasághoz tartozott. A daytoni békeszerződést követő területfelosztásnál a település Prijedor község részeként a Szerb Köztársaság területéhez került.

## Oktatás
A második világháború befejezése után Crna Dolinában általános iskola kezdte meg működését. Kezdettől fogva önálló iskola volt, de az 1960-as években a tanulólétszám csökkenése miatt, mint körzeti iskolát az urijei „Mile Rajilić” Általános Iskolához csatolták.

## Fordítás
- Ez a szócikk részben vagy egészben  a(z)   Црна Долина című szerb Wikipédia-szócikk ezen változatának fordításán alapul.  Az eredeti cikk szerkesztőit annak laptörténete sorolja fel. Ez a jelzés csupán a megfogalmazás eredetét és a szerzői jogokat jelzi, nem szolgál a cikkben szereplő információk forrásmegjelöléseként.